# Tomasz Smoleń
Tomasz Smoleń (3 de febrero de 1983) es un ciclista polaco.

## Palmarés
2005
- 1 etapa del Tour Nord-Isère

2009
- 1 etapa del Szlakiem Grodów Piastowskich
- 1 etapa del Tour de Malopolska
- 2.º en el Campeonato de Polonia en Ruta

2010
- 1 etapa del Tour de Taiwán
- 1 etapa del Tour de Malopolska

2011
- 2.º en el Campeonato de Polonia en Ruta

2012
- Memoriał Andrzeja Trochanowskiego
- 1 etapa de la Vuelta a Eslovaquia
- 2.º en el Campeonato de Polonia en Ruta
- 1 etapa de la Vuelta a Bohemia Meridional